# Rychmanov
Rychmanov (německy Reichmannsdorf) je vesnice, součást města Újezd u Brna v okrese Brno-venkov v Jihomoravském kraji.

## Historie
Rychmanov vznikl roku 1783 jižně od řeky Litavy na pastvisku Jalovina, které patřilo k újezdskému panskému Pruskarovu dvoru. Nově založená ves byla nazvána podle guberniálního rady Reichmanna z Hochkircha, který ji vyměřoval. Usadili se zde hlavně přistěhovalci od Poličky z východu Čech, v roce 1790 zde bylo 49 domů a 204 obyvatel. Katastrální území nové obce bylo relativně rozsáhlé a například k obci náležely i pozemky rybníka, rozkládající se v těsném jižním sousedství obce Hostěrádky-Rešov. Jádro Rychmanova je dodnes tvořeno dvěma na sebe kolmými ulicemi, dnešní Rychmanovskou ve východo-západním směru a Wolkerovou a Českou v severo-jižním směru. Dosud tvoří samostatný urbanistický celek v rámci Újezda, se kterým se spojil v roce 1950, administrativně však zcela zanikl. Roku 1984 bylo katastrální území Rychmanova začleněno do katastru Újezdu u Brna.
Na návsi se nachází zvonička z roku 1852. V roce 1857 vznikl v Rychmanově evangelický hřbitov, v letech 1905–1906 zde byl postaven evangelický kostel.

## Obyvatelstvo
| 1869 | 1880 | 1890 | 1900 | 1910 | 1921 | 1930 | 1950 | 1961 | 1970 | 1980 | 1991 | 2001 | 2011 |
| ---- | ---- | ---- | ---- | ---- | ---- | ---- | ---- | ---- | ---- | ---- | ---- | ---- | ---- |
| 297  | 321  | 320  | 306  | 318  | 326  | 370  | 317  | —    | 313  | 320  | —    | —    | —    |